# Vjatjeslav Konstantinovitj af Rusland
Vjatjeslav Konstantinovitj af Rusland (russisk: Вячеслав Константинович Романов; tr. Vjatjeslav Konstantinovitj Romanov) (13. juli 1862 — 27. februar 1879) var en russisk storfyrste, der var den yngste søn af storfyrst Konstantin Nikolajevitj af Rusland og prinsesse Alexandra af Sachsen-Altenburg. Han døde af en hjerneblødning som 16-årig.

## Eksterne links
- Wikimedia Commons har flere filer relateret til Vjatjeslav Konstantinovitj af Rusland